# Ла-Куева (Нью-Мексико)
Ла-Куева (англ. La Cueva) — переписна місцевість (CDP) в США, в окрузі Сандовал штату Нью-Мексико. Населення — 176 осіб (2020).

## Географія
Ла-Куева розташована за координатами 35°52′10″ пн. ш. 106°38′55″ зх. д. / 35.86944° пн. ш. 106.64861° зх. д. (35.869451, -106.648503).  За даними Бюро перепису населення США в 2010 році переписна місцевість мала площу 4,26 км², уся площа — суходіл.

## Демографія
Згідно з переписом 2010 року, у переписній місцевості мешкало 168 осіб у 82 домогосподарствах у складі 48 родин. Густота населення становила 39 осіб/км².  Було 200 помешкань (47/км²).
Расовий склад населення:
| - 93,5 % — білих - 2,4 % — корінних американців - 0,6 % — азіатів - 3,0 % — осіб інших рас |

До двох чи більше рас належало 0,6 %. Частка іспаномовних становила 14,3 % від усіх жителів.
За віковим діапазоном населення розподілялося таким чином: 16,7 % — особи молодші 18 років, 61,9 % — особи у віці 18—64 років, 21,4 % — особи у віці 65 років та старші. Медіана віку мешканця становила 52,6 року. На 100 осіб жіночої статі у переписній місцевості припадало 130,1 чоловіків;  на 100 жінок у віці від 18 років та старших — 129,5 чоловіків також старших 18 років.
Цивільне працевлаштоване населення становило 83 особи. Основні галузі зайнятості: науковці, спеціалісти, менеджери — 49,4 %, фінанси, страхування та нерухомість — 26,5 %, освіта, охорона здоров'я та соціальна допомога — 24,1 %.